# Сырцов, Александр Николаевич
Александр Николаевич Сырцов (24 сентября 1948 — 13 мая 2005) — советский хоккеист.

## Биография
Родился 24 сентября 1948 года в семье Николая Сырцова. Дебютировал в возрасте четырнадцати лет в Воскресенске в ДЮСШ «Химик». В чемпионате СССР играл в клубах «Химик» Воскресенск (1965/66 — 1972/73, 1974/75 — 1975/76) и СКА Ленинград (1973/74).
В 1970 году стал третьим призёром чемпионата СССР, в 1972 году — финалистом Кубка СССР. Провёл 355 матчей и забил 129 шайб. В сезоне 1970/71 вошёл в список 34-х лучших хоккеистов СССР.
Серебряный призёр первого чемпионата Европы среди юниоров (1968). Участник II зимней Спартакиады народов СССР (1966) в составе команды Московской области.
Старший тренер команды «Станкостроитель» Рязань (1980/81). Тренер ДЮСШ «Химик» Воскресенск.
Скончался 13 мая 2005 года. Похоронен на Чемодуровском кладбище.
Братья Геннадий и Владимир, а также сыновья Александр и Николай также хоккеисты.